# Curenți Foucault

Curenţii turbionari (cu roşu) ce apar într-o placă de metal ce se deplasează cu viteza v între polii unui magnet. Cu verde sunt marcate liniile de câmp magnetic. Conform regulii lui Lenz, curenții generați creează propriul lor câmp magnetic (săgețile albastre), care produc o forță care se opune mișcării.

Curenții Foucault sau curenții turbionari sunt curenți electrici de conducție care sunt generați prin inducție electromagnetică în conductorii situați într-un câmp magnetic variabil.
Fenomenul a fost observat pentru prima dată de François Arago în 1824, apoi explicat de Michael Faraday, de Heinrich Lenz, dar descoperirea se atribuie lui Léon Foucault (de unde și numele curenților), care în 1855 a observat că forța necesară rotirii unui disc de cupru este mai mare când acesta este plasat între polii unui magnet.
Curenții turbionari pot fi puși în evidență prin următorul experiment:
Între polii unui magnet puternic (de preferință electromagnet) se lasă să penduleze o placă metalică și se observă că oscilațiile acesteia se amortizează imediat.
Dacă placa este înlocuită cu una crestată, oscilațiile se amortizează mai lent.
Prin oscilație, placa intersectează liniile câmpului magnetic și în aceasta se generează curenți induși, care se închid în cercuri și înconjoară liniile câmpului magnetic.
Curenții Foucault conduc la pierderi de energie prin efectul Joule, deci la micșorarea randamentului instalației electrice.
De aceea, în scopul micșorării acestor pierderi, la mașinile electrice miezurile circuitelor magnetice se confecționează din tole subțiri izolate între ele.
Pentru creșterea rezistivității, tolele sunt din ferosiliciu.

## Aplicații
Curenții turbionari sunt utilizați la:
- amortizarea oscilațiilor acului indicator al instrumentelor de măsură;
- reglarea mersului uniform al discului la contorului electric;
- frânarea roților la vehiculele acționate electric;
- călirea pieselor, topirea metalelor.